# ۲ روز در دره
۲ روز در دره (به انگلیسی: 2 Days in the Valley) فیلمی محصول سال ۱۹۹۶ و به کارگردانی جان هرزفیلد است. در این فیلم بازیگرانی همچون دنی آیلو، گرگ کروتول، جف دانیلز، تری هچر، گلن هدلی، پیتر هورتون، مارشا ماسون، پل مازورسکی، جیمز اسپیدر، اریک استولتس، شارلیز ترون، کیت کارادین، لوئیز فلچر، آستین پندلتن ایفای نقش کرده‌اند.